# Dendrophthora
Dendrophthora är ett släkte av sandelträdsväxter. Dendrophthora ingår i familjen sandelträdsväxter.

## Dottertaxa tillDendrophthora, i alfabetisk ordning[1]
- Dendrophthora albescens
- Dendrophthora amalfiensis
- Dendrophthora ambigua
- Dendrophthora arcuata
- Dendrophthora argentea
- Dendrophthora avenia
- Dendrophthora bermejae
- Dendrophthora bonaniae
- Dendrophthora brachylepis
- Dendrophthora brachystachya
- Dendrophthora bulbifera
- Dendrophthora buxifolia
- Dendrophthora capillaris
- Dendrophthora capitellata
- Dendrophthora carnosa
- Dendrophthora chrysostachya
- Dendrophthora clavata
- Dendrophthora confertiflora
- Dendrophthora constricta
- Dendrophthora corynarthron
- Dendrophthora costaricensis
- Dendrophthora crispula
- Dendrophthora cryptantha
- Dendrophthora cubensis
- Dendrophthora cuneifolia
- Dendrophthora cupressoides
- Dendrophthora cupulata
- Dendrophthora dalstroemii
- Dendrophthora davidsei
- Dendrophthora decipiens
- Dendrophthora densifolia
- Dendrophthora densifrons
- Dendrophthora diffusa
- Dendrophthora dimorpha
- Dendrophthora dittae
- Dendrophthora dodsonii
- Dendrophthora domingensis
- Dendrophthora eichleriana
- Dendrophthora elegantissima
- Dendrophthora elliptica
- Dendrophthora enckeifolia
- Dendrophthora epiviscum
- Dendrophthora equisetoides
- Dendrophthora erythrantha
- Dendrophthora excisa
- Dendrophthora fanshawei
- Dendrophthora fasciculata
- Dendrophthora fastigiata
- Dendrophthora fendleriana
- Dendrophthora ferruginea
- Dendrophthora filiformis
- Dendrophthora flagelliformis
- Dendrophthora glauca
- Dendrophthora gracilipes
- Dendrophthora grandifolia
- Dendrophthora haberi
- Dendrophthora harlingii
- Dendrophthora heterophylla
- Dendrophthora hexasticha
- Dendrophthora hians
- Dendrophthora intermedia
- Dendrophthora jauana
- Dendrophthora karuaiana
- Dendrophthora lanceifolia
- Dendrophthora lanceolata
- Dendrophthora laxiflora
- Dendrophthora leucocarpa
- Dendrophthora lindeniana
- Dendrophthora linearifolia
- Dendrophthora longipedunculata
- Dendrophthora longipes
- Dendrophthora lueri
- Dendrophthora macbridei
- Dendrophthora mancinellae
- Dendrophthora marmeladensis
- Dendrophthora meridana
- Dendrophthora mesembryanthemifolia
- Dendrophthora mexicana
- Dendrophthora microphylla
- Dendrophthora microsoma
- Dendrophthora mirandensis
- Dendrophthora mornicola
- Dendrophthora negeriana
- Dendrophthora nitidula
- Dendrophthora nodosa
- Dendrophthora nuda
- Dendrophthora obliqua
- Dendrophthora oligantha
- Dendrophthora opuntioides
- Dendrophthora ovata
- Dendrophthora palaeformis
- Dendrophthora panamensis
- Dendrophthora paucifolia
- Dendrophthora pavonii
- Dendrophthora pearcei
- Dendrophthora perfurcata
- Dendrophthora peruviana
- Dendrophthora polyantha
- Dendrophthora purpurea
- Dendrophthora ramosa
- Dendrophthora remotiflora
- Dendrophthora roraimae
- Dendrophthora roseantha
- Dendrophthora rotundata
- Dendrophthora scopulata
- Dendrophthora serpyllifolia
- Dendrophthora sessilifolia
- Dendrophthora solomonis
- Dendrophthora squamigera
- Dendrophthora steyermarkii
- Dendrophthora stricta
- Dendrophthora subsessilis
- Dendrophthora subtrinervis
- Dendrophthora sulcata
- Dendrophthora sumacoi
- Dendrophthora talamancana
- Dendrophthora tenuiflora
- Dendrophthora tenuifolia
- Dendrophthora tenuis
- Dendrophthora terminalis
- Dendrophthora ternata
- Dendrophthora tetrastachya
- Dendrophthora thomasii
- Dendrophthora turrialbae
- Dendrophthora urbaniana
- Dendrophthora variabilis
- Dendrophthora warmingii
- Dendrophthora werffii
- Dendrophthora verrucosa
- Dendrophthora virgata